# Hopsin
Hopsin (справжнє ім'я Маркус Гопсон) — американський репер, кліпмейкер, актор і хіп-хоп продюсер. Виконавець став відомим завдяки своїм музичним відео. Станом на серпень 2012 р. кліп «Sag My Pants», завантажений на YouTube у жовтні 2010 р., має 15 млн переглядів, а «Ill Mind of Hopsin 4», завантажений у липні 2011 р. — 14 млн. У 2012 р., у свій 27-ий день народження, репер оприлюднив відео «Ill Mind of Hopsin 5», яке лише за місяць мало результат у більш ніж 9 млн. переглядів.

## Ранні роки
Маркус Гопсон народився 18 липня 1985 р. в Панорама-Сіті, Лос-Анджелес, штат Каліфорнія. Він відвідував середню школу ім. Джеймса Монро, де він проходив спеціалізоване навчання.
Hopsin почав займатися скейтбордингом у віці 12 років, а репом — у 16. У 2003 було записано більшу частину альбому Emurge, спродюсованого репером.
В останній навчальний 2004 рік Маркус покинув заклад, щоб зайнятися музикою. Виконавець вирішив носити кольорові контактні лінзи у кліпах, щоб вирізнятися з-поміж інших афроамериканських реперів. За словами Маркуса, він зацікавився хіп-хопом через Емінема.

## Музична кар'єра

### Конфлікт зRuthless Records
У 2007 р. Hopsin став підписантом лейблу Ruthless Records, власницею якого є Томіка Райт, вдова Eazy-E. Репер розсердився на фірму через брак підтримки та невиплату грошей. Він заявив, що Райт не знала, що вона робить і була поганим маркетологом та консультантом. За словами Маркуса, дебютний студійний альбом Gazing at the Moonlight видали без його дозволу, репер не мав змоги прослухати версію платівки після мастерингу.
Врешті-решт Hopsin покинув лейбл. Томіка сказала, що він не виконував своїх зобов'язань. У 2009 р. виконавець та Дейм Ріттер заснували незалежний лейбл Funk Volume. SwizZz, брат Дейма, й колишній однокласник з середньої школи став одним з перших підписантів. Спільний зі SwizZz мікстейп Haywire (виданий у червні 2009) отримав золотий статус (за критеріями сайту DatPiff). Його завантажили понад 148 тис. разів.

### Успіх зFunk Volume
8 жовтня 2010 р. на YouTube з'явився кліп «Sag My Pants», у якому висміюються Lil Wayne, Drake, Soulja Boy, Лупе Фіаско, Tyler, The Creator та Рік Росс. Наразі відео має 25 млн. переглядів на YouTube.
19 листопада на лейблі вийшла Raw, друга платівка Маркуса, на підтримку котрого він вирушив у двомісячний тур I Am RAW у березні 2011.
31 жовтня 2011 р. на iOS та Android вийшла, присвячена реп-батлам, гра Battle Rap Stars від Jump Shot Media, у створенні якої взяв участь виконавець.

### 2012-понині:Knock Madness
22 січня 2012 р. відеокліп «Am I a Psycho?» у виконанні Tech N9ne з Hopsin та B.o.B. потрапив до хіт-параду шоу Sucker Free Sunday телеканалу MTV2. Цього ж року Маркус з'явився на обкладинці журналу XXL, він увійшов до «Десятки новачків», куди також потрапили Денні Браун, Macklemore, French Montana та Machine Gun Kelly. У жовтні репер з'явився на BET Cypher під час BET Hip Hop Awards разом зі SchoolBoy Q, Маком Міллером і Mystikal.
Восени Hopsin та інші артисти Funk Volume поїхали в світовий тримісячний тур (54 концерти за 60 днів у США, Європі й Австралії.
У грудні 2012 Маркус повідомив через Facebook і Twitter про спільний проект з Тревісом Баркером. Наприкінці грудня останній анонсував вихід міні-альбому в 2013. 5 лютого 2012 Hopsin заявив про завершення його продюсування.
24 січня 2013 відбулась прем'єра кліпу «Funk Volume 2013», в якому знявся весь ростер Funk Volume: Hopsin, Діззі Райт, SwizZz, Джаррен Бентон, DJ Hoppa. 30 березня репер виступив у Сан-Бернардіно, штат Каліфорнія, на фестивалі Paid Dues.
15 березня 2012 оприлюднено відео «Hop Madness». Кліп «Ill Mind of Hopsin 5» за перший тиждень переглянули більше 6 млн. разів. За словами репера, платівка точно міститиме «Ill Mind of Hopsin 5», натомість «Hop Madness» не увійде до релізу, оскільки, на його думку, пісня — лайно.
18 липня на YouTube-каналі відбулась прем'єра кліпу «Ill Mind Six: Old Friend». Наприкінці відео показано обкладинку Knock Madness з датою релізу, 26 листопада. 24 листопада 2013 р. вийшов третій альбом Knock Madness.
25 листопада на iOS та Android вийшла гра Skate Madness від LincStar Technologies, LLC, де головним персонажем є сам репер. У грі, минаючи різні перепони у джунглях, потрібно на скейтборді втікати від розлютованих мавп.
16 грудня 2014 Hopsin сповістив, що він кидає реп і переїздить до Австралії, заінстаґрамивши фото з аеропорту й повідомивши про передачу своєї частки лейблу бізнес-партнеру Демієну Ріттеру. Новина виявилася піар-жартом для промоції Pound Syndrome.
30 січня 2014 під час туру Hopsin мав концерт у Форт-Коллінсі, однак через глибоку депресію і думки про самогубство репер вийшов через задні двері перед виступом. Він сховався в споруджуваному будинку, після чого зателефонував другові, аби той забрав його. 11 липня 2015 Hopsin дав безплатний концерт прихильникам у Форт-Коллінзі у тому ж місці. Репер вибачився перд фанами у пісні «Fort Collins» з Pound Syndrome.

## Позиція щодо наркотиків
Hopsin рішуче виступає проти вживання наркотиків та алкоголю (треки «Chris Dolmeth», «Ill Mind Six: Old Friend»). Він критикує мейнстрімових виконавців за пропагування такого способу життя серед молоді. Hopsin заявив, що він намагається бути хіп-хоп музикантом, який позитивно впливає на слухачів.

## Конфлікти

### Tyler, the Creator
У липні 2011 Hopsin випустив «Ill Mind of Hopsin 4», у другому куплету якої він дисить Tyler, the Creator з лос-анджелеського хіп-хоп колективу Odd Future і його відеокліп «Yonkers». Репер сказав, що він ненавидить музику Odd Future, відзначивши негатив та несерйозність ліричного змісту й продакшену. Тайлер відповів через Formspring, заявивши, що, хоча «Hopsin і гарно читає реп», на його думку, він лише хоче зробити собі ім'я. Hopsin пізніше сказав, що між ними нема біфу.

### Soulja Boy
Конфлікт розпочався після виходу відеокліпу «Sag My Pants», де Hopsin дисить Soulja Boy. Наприкінці 2011 останній назвав репера «крутим» і сказав, що він не відповідатиме поки той не стане достатньо відомим.
25 червня 2012 Soulja Boy зробив контроверсійні коментарі на адресу Hopsin під час одного зі своїх відеочатів з фанами: «Hopsin, іди в сраку. Я збираюся піти до студії й записати цей дис на Hopsin якомога швидше». Пізніше додавши: «Цей ніґер — сука. До біса цього курвиного ніґера».
Через три дні, 27 серпня 2012, виконавці зв'язалися завдяки Tinychat, де Hopsin підбурював опонента задисити його. 3 вересня 2012 Soulja видав «That Nigga Not Me», на котрий Hopsin не відповів. В інтерв'ю Тіму Вествуду репер назвав пісню жахливою й повідомив, що він офіційно має біф лише із Soulja Boy. Hopsin оголосив свої плани щодо знищення його кар'єри.

### Арешт в Орландо

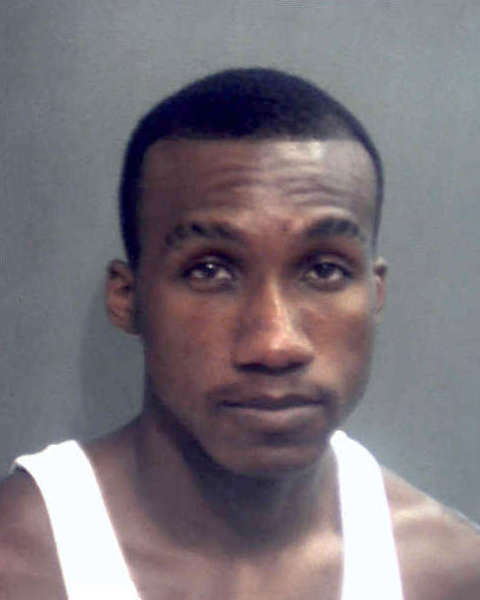
Світлина зроблена поліцейським управлінням Орландо 26 серпня 2012

На 25 червня 2012 було заплановано шоу в Club 57 West, популярному нічному клубі Орландо, штат Флорида. Один з виконавців запізнився, його оточення почало сперечатися з промоутерами. Hopsin запропонував йому виступити після Діззі Райта, пожертвувавши 15 хв. свого сету. За словами репера, він намагався розборонити бійку за межами закладу на своєму шляху до 7-Eleven (не зазначаючи при цьому чи був це той самий інцидент). Виконавця затримали невдовзі після виклику поліції. Згідно з протоколом судового засідання його заарештували за порушення громадського порядку. 21 вересня помічник прокурора штату вирішив не розголошувати офіційну інформацію. Hopsin пізніше прокоментував випадок, назвавши копа расово-упередженим.

## Кінокар'єра
Hopsin розпочав свою кінокар'єру як актор масовки у стрічках і шоу Disney Channel («John Tucker Must Die», «Even Stevens», «Lizzie McGuire», «Cold Case», «Малкольм у центрі уваги» та «Дівчата Ґілмор»). У 15 років знявся в That's So Raven, де пропрацював кілька років. При цьому він мав сцену з розмовою свого героя лише один раз.

## Фільмографія

### Фільми
| Оригінальна назва                               | Рік  | Роль               | Примітки        |
| ----------------------------------------------- | ---- | ------------------ | --------------- |
| Max Keeble's Big Move                           | 2001 | Хлопець у піцерії  | Епізодична роль |
| Fame                                            | 2009 | Репер              | Другорядна роль |
| Bomb the World                                  | 2010 | Репер Face         | Головна роль    |
| Independent Living: The Funk Volume Documentary | 2013 | У ролі самого себе | Головна роль    |

### Телесеріали
| Оригінальна назва   | Рік  | Роль        | Примітки                                          |
| ------------------- | ---- | ----------- | ------------------------------------------------- |
| That's So Raven     | 2002 | Хлопець № 2 | Епізодична роль 1 епізод («To See or Not to See») |
| Murder in the First | 2015 | Фетті Бі    |                                                   |

### Відеоігри
| Назва            | Рік  | Персонаж | Деталі, платформа                                            |
| ---------------- | ---- | -------- | ------------------------------------------------------------ |
| inFamous         | 2009 | Брендон  | Епізодичний персонаж з місії «Blood Trail», схожий на Hopsin |
| Battle Rap Stars | 2011 | Hopsin   | Android, iOS                                                 |
| Skate Madness    | 2013 | Hopsin   | Android, iOS                                                 |

## Дискографія
Студійні альбоми
- 2009: Gazing at the Moonlight
- 2010: RAW
- 2013: Knock Madness
- 2015: Pound Syndrome